# Беловодское (Иссык-Кульская область)
Беловодское (кирг. Беловодский) — село в Тюпском районе Иссык-Кульской области Кыргызстана. Входит в состав Ак-Булунского аильного округа. Код СОАТЕ — 41702 225 873 02 0.

## Население
По данным переписи 2009 года в селе проживало 230 человек.
По данным переписи 2022 года в селе проживало 278 человек.